# Signs of Life
„Signs of Life“ je první skladba ze studiového alba anglické progresivně rockové skupiny Pink Floyd A Momentary Lapse of Reason z roku 1987.

## Sestava
- David Gilmour – kytara, syntezátor, programování
- Nick Mason – mluvení
- Richard Wright – syntezátor
- Tony Levin – baskytara
- Jon Carin – syntezátor